# Boksački klub Pula
Boksački klub Pula je boksački klub iz Pule. Najtrofejniji je hrvatski boksački klub. Višestruki su osvajači državnih momčadskih i pojedinačnih naslova, pojedinačnih europskih, svjetskih i balkanskih medalja te jedne zlatne olimpijske medalje. Mnogi su boksači ponijeli naslov zaslužnoga športaša Istre. Klub je ponio Priznanje Hrvatskog olimpijskog odbora.

## Povijest
Korijeni su kad je prosinca 1946., godina koja je u klupskom grbu, u okviru društva Unione sportiva operaia osnovana boksačka sekcija koju je trenirao puljski prijeratni boksač Giovanni Nincevich. Potkraj 1947. osnovan je pod imenom Boksački klub Proleter, prvi pulski poslijeratni boksački klub. Od 1948. zove se BK Pula. Natjecao se u Jugoslavenskoj boksačkoj ligi, u kojoj je bio prvak. Boks je tih godina boks po popularnosti bio ispred svih drugih športova u gradu, jedva je 1950–52. nalazio financijska sredstva za sudjelovanje u Hrvatskoj ligi. Usprkos besparici, 1951. bio je momčadskim prvakom Hrvatske lige. Spojio se potkraj 1952. s pripadnicima JRM u BK Jadran. Pod tim imenom boksao je 1953. u Hrvatsko-slovenskoj boksačkoj ligi koja je djelovala dvije godine. Godine 1954. promijenio je ime u staro ime BK Pula. Zbog ponovne besparice 1956–60. nije se natjecao u ligi. Od 1962. vraća se u natjecanje Hrvatske boksačke lige, 1964., zdravstvena komisija Boksačkoga saveza Jugoslavije klubu je zabranila rad zbog neodgovarajućih radnih uvjeta.  Ipak uskoro je krenula Omladinska boksačka škola, vratio se klub 1966. u Hrvatsku ligu u kojoj je bio terći, 1967. mladi pulski boksači osvajaju titulu prvaka Hrvatske, što ponavljaju 1970. i tad su se uključili u prvenstvo zap. skupine Druge savezne lige gdje su bili prvi. Uspjeh u Drugoj saveznoj ligi ponovili su 1974. i u kvalifikacijama poslije osigurali su ulazak u saveznu ligu. Sezone 1982/83. prvaci su Jugoslavije bez poraza. Tad su bili najjača boksačka momčad u Europi: Naser Rušidi (muha), Dragutin Barčanec (bantam), Zvonko Miličević (perolaka), Dorijan Čalić (laka), Damir Ugulin, Dino Kutić (poluvelter), Drago Grandić (velter), Srboljub Stanković (polusrednja), Damir Škaro (srednja), Pero Tadić (poluteška), Branko Josipović (teška); treneri su bili Ico Jaramazović i Otto Gerlić. Boks je tad bio pulski šport broj jedan i susrete savezne lige pratio je prepuni Dom mladosti, po oko 4.500 gledatelja, a za pojedinačna prvenstva ulaznicu više često se tražilo. BK Pula bila je jedini klub iz Hrvatske koji je ikad osvojio boksačko prvenstvo Jugoslavije, jer prije je bilo nemoguće da netko osim Srbije osvoji prvo mjesto. Liga je zato nažalost bila puna redovnih nepravdi zbog čega je 1989. klub odlučio da kao prvi hrvatski športski kolektiv definitivno napusti jugoslavenska natjecanja. BK Pula je bila prvi ekipni prvak samostalne i neovisne Hrvatske 1997. godine.
Poznati boksači, treneri, dužnosnici i boksački suci iz BK Pula su: Mate Parlov, Stipe Drviš, Damir Škaro, Srboljub Stanković, Otto Gerlić, Zvonko Miličević, Pero Tadić, Vlado Vranješević, Zlatko Šarar, Mario Persolja, Ahmed Bogunić, Tulio Rocco, Dragutin Barčanec, Naser Rušidi, Jasmin Ljevšić, Dino Kutić, Damir Ugulin, Aldo Banovac, Aldo Buršić, Otto Gović, Giovanni Nincevich, Josip Nogulica, Miroslav Petrović, Marijan Vehauc, Mirko i Vlado Vranješević, Otto Gerlić, Drago Grandić ,Branko Josipović, Nihad Kadić, Zoran Filipović, Pero Tadić Dorijan Čalić, Jetis Bajrami, Orhan Avdi, Mirsad Ahmeti, Hivzo Kolić i Mirzet Bajrektarević. Hrvatski boksački savez nezaobilazan je bez športskih djelatnika iz BK Pula, ali i članstvo Hrvatskog olimpijskog odbora, te međunarodnih boksačkih ustanova. Miroslav Hlušička - dopredsjednik Hrvatskog boksačkog saveza, direktor boksačke reprezentacije, član tehničke komisije EABA i član HOO-a, Pero Tadić - izbornik hrvatskih boksačkih reprezentacija i član trenerske komisije EABA, Zdenko dr. Mitar - predsjednik zbora liječnika hrvatskog boksačkog saveza i član liječničke komisije EABA.
Pula je organizirala 35. seniorsko europsko prvenstvo, koje se održalo u novouređenom Domu sportova. S vrhunskim infrastrukturnim uvjetima razvitka boksa, jedno je od najjačih europskih boksačkih središta i vodeće mjesto u Hrvatskoj. Grad Pula (SFK s BK Pula) organizirali su i nekoliko pojedinačnih državnih prvenstava te balkansko prvenstvo u boksu.

## Vanjske poveznice
- Boksački klub Pula - Facebook